# Машинно-технологичен факултет (ТУ, Варна)
Машинно-технологичният факултет е в структyрата на Технически университет – Варна и е един от първите факултети в създадения през 1962 Машинно-електротехническия институт. В комплекса на факултета е разположен и ректоратът към университета.

## История
Машинно-технологичният факултет е една от основните структури в университета. Учреден е като Машинно-корабостроителен факултет през 1962 от доцент Евгени Вътев, като стартира с общо 7 направления (специалности). През 1966 година е завършен напълно комплексът, който е идентичен по архитектура с Електротехническия факултет. Преподавателите в структурата му са преквалифицирани преподаватели от Технически университет – Варна и високо квалифицирани инженери от ВМЕИ – София. През 1975 г. Машинно-корабостроителният факултет е разделен на Машинностроителен и Корабостроителен.
Броят на направленията се увеличава. Влиянието на факултета се разраства поради напредналата индустриализация на страната.

## Декани на Машинно-технологичния факултет
- доц. ктн инж. Борис Желев (1966 – 1970)
- доц. ктн инж. Евгени Вътев (1970 – 1973)
- доц. ктн Румен Йосифов (1973 – 1974)
- доц. ктн инж. Венелин Севастакиев (1974 – 1979)
- доц. ктн инж. Михаил Серафимов (1979 – 1984)
- доц. кхн Цветана Тодорова (1984 – 1986)
- проф. дтн Евгени Вътев (1986 – 1990)
- доц. ктн инж. Николай Ников (1990 – 1999)
- доц. д-р инж. Радко Радев (1999 – 2007)
- доц. д-р инж. Ангел Димитров (2007 – 2015)
- доц. д-р инж. Георги Антонов (2015 – 2019)
- проф. д-р Светлана Лесидренска (2019 – 2023)
- доц. д-р инж. Радостин Димитров (2023 – )

## Структура

### Катедра „Технология на машиностроенето и металорежещи машини“
Катедрата води своята история с направлението машиностроене (към Технически факултет в Държавния университет) и е наследник на Общата машиностроителна катедра към ВМЕИ – Варна. Като самопстоятелно първично звено катедрата е сформирана през 1969 година. Пръв неин ръководител е ст. преподавател Йордан Пашов. Катедрата е свързана със създаването и развитието на следните научни направления: „Измервателна техника и управление на качеството“, „Рязане на материалите и режещи инструменти“, „Металорежещи машини и роботи“, „Технология на машиностроенето“, „Автоматизация и роботизация на машиностроителното производство“, част от които са запазени.

#### Ръководители на катедрата
- ст. преп. инж. Йордан Пашов (1969 – 1974)
- доц. д-р инж. Христо Ханджийски (1974 – 1986)
- доц. д-р инж. Михаил Иванов (като директор на ИМТАМС) (1986 – 1989)
- проф. дтн инж. Марин Рачев (1989 – 1993)
- доц. д-р инж. Евстати Лефтеров (1993 – 2011)
- доц. д-р инж. Божидар Лалев (2012 – 2016)
- доц. д-р инж. Евстати Лефтеров (2016 – 2018)
- доц. д-р инж. Стоян Славов (ВИД, 2018 – 2019)
- доц. д-р инж. Кирил Киров (2019 – 2021)
- доц. д-р инж. Таня Аврамова (2021 – 2023)
- проф. д-р инж. Стоян Славов (2023 – )

### Катедра „Материалознание и технология на материалите“
Катедрата е основана през 1963 от професор д-р инж. Евгени Вътев. Първоначално лекционните упражнения и курсове са се провеждали в сградата на Държавен университет (ВИНС Варна). Първите хонорувани преподаватели са както хонорани преподаватели от Техническия факултет, продължили специализация в чужбина, така и висококвалифицирани преподаватели от ВМЕИ – София и РУ „Ангел Кънчев“.

#### Ръководители на катедрата
- проф. д-р инж. Евгени Вътев (1963 – 1988)
- доц. д-р инж. Михаил Иванов (1988 – 1989)
- доц. д-р инж. Николай Ников (1989 – 1990)
- доц. д-р инж. Димитър Ставрев (1990 – 1994)
- доц. д-р инж. Радко Радев (1994 – 1999)
- проф. дтн инж. Димитър Ставрев (1999 – 2005)
- доц. д-р инж. Николай Янев Ников (2005 – 2007)
- доц. д-р инж. Радко Йорданов Радев (2007 – 2011)
- доц. д-р инж. Радко Йорданов Радев (2011 – )

### Катедра „Индустриален дизайн“
Катедрата е основана през 1997, като тя е специализирана в различни области на техническото графично проектиране. Специалността индустриален дизайн, която е основната в катедрата, е наследник на профила „Промишлен дизайн“, създаден през 1995.

#### Ръководители на катедрата
- доц. Пламен Братанов

### Катедра „Транспортна техника и технологии“
Катедрата по транспорт е създадена през 1963 като специалност „Двигатели с вътрешно горене“. Първите преподаватели в катедрата са асистенти и стажанти от машинните и корабните специалности в университета. През 1970 година катедрата започва своята дейност в новия университетски комплекс, след като седем години преди това се е помещавала в сградата на ВИНС. През 1971 и 1972 започва обзавеждането на техническите лаборатории, като се акцентира върху автомобилния и морския транспорт. След натрупания опит някои от преподавателите в катедрата повишават степента си на образование по транспортна техника в технически институти в СССР. Областта, в която са защитавани дисертацииите, е техническа механизация. През 1989 в катедрата е избран първият професор – Венелин Севастакиев. За развитие на катедрата и реализация и специализация на бъдещи специалисти ръководството на катедрата и университета подписва договори за сътрудничество с подобни катедри в институти и университети от различни страни, сред които Русия, Чехия, Германия.

#### Ръководители на катедрата
- ас. инж. Любен Трайков
- проф. д-р инж. В. Севастакиев (1965 – 1993)
- доц. дн инж. М. Серафимов (1993 – 1994)
- доц. д-р А. Димитров
- доц. д-р З. Иванов